# Małgorzata Bornowska
Małgorzata Bornowska (geboren in Szczecin) ist eine polnische Chordirektorin.

## Ausbildung und Engagements
Sie studierte Musikpädagogik an der Fryderyk-Chopin-Universität für Musik in Warschau. Das Studium schloss sie mit Auszeichnung ab. Anschließend studierte sie zwei Jahre lang in Bydgoszcz an der Musikhochschule Chorleitung und Stimmbildung. Im Jahr 2011 wurde sie an der Warschauer Hochschule promoviert. 
In den Jahren 1999 bis 2001 arbeitete sie mit dem Knabenchor „Słowiki“ in Szczecin. Von 2000 bis 2005 war sie Gesangskorrepetitorin beim Kammerchor der Westpommerschen Technischen Universität. Seit dem Jahr 2005 ist sie Chordirektorin der Opera na Zamku in Szczecin. Seit dem Jahr 2013 arbeitete sie als Hochschullehrerin an der Fakultät für Musikerziehung der Kunstakademie in Szczecin.

## Aufführungen
Unter ihrer Leitung weitete der Chor der Opera na Zamku seine Konzerttätigkeit aus. Sie leitete die Produktionen zu Farfurka królowej Bony, O krasnoludkach i sierotce Marysi und Dla Niepodległej. Im Rahmen eines gemeinsamen Projektes für die Aufführung von Tannhäuser und der Sängerkrieg auf Wartburg unter der musikalischen Leitung von Golo Berg in der Spielzeit 2016/2017 leitete sie den Chor der Opera na Zamku, die Leitung des Opernchors des Theaters Vorpommern lag bei Julija Domaševa.